# Locke (film)
Locke är en brittisk dramafilm skriven och regisserad av Steven Knight. Tom Hardy spelar huvudrollen som Ivan Locke, medan Tom Holland, Olivia Colman, Andrew Scott, Ruth Wilson, Ben Daniels och Alice Lowe är röstskådespelare.
Nästan hela filmen utspelar sig i en BMW X5, som kördes längs motorvägen M6 på ett lastbilsflak under större delen av tiden. Inspelningen ägde rum i realtid, och filmskaparna tog bara pauser för att ändra kamerornas minneskort. Ivan Locke är den enda karaktären som syns i filmen, medan de andra talar med honom på telefon; deras delar inspelades också i realtid.
Filmen hade premiär på Broad Street i Westside, Birmingham under Filmfestivalen i Venedig den 2 september 2013. Filmen hade biopremiär på ett begränsat antal biografer i Storbritannien den 18 april 2014 och tjänade in 5 miljoner dollar från hela världen. Locke fick positiva recensioner, speciellt för Hardys skådespel. Hardy vann Los Angeles Film Critics Association Award för bästa skådespelare för sin roll.

## Rollista
- Tom Hardy - Ivan Locke
- Ruth Wilson - Katrina (röst)
- Olivia Colman - Bethan (röst)
- Andrew Scott - Donal (röst)
- Ben Daniels - Gareth (röst)
- Tom Holland - Eddie (röst)
- Bill Milner - Sean (röst)
- Danny Webb - Cassidy (röst)
- Alice Lowe - Syster Margaret (röst)
- Silas Carson -  Dr. Gullu (röst)
- Lee Ross - PC Davids (röst)
- Kirsty Dillon - Gareths fru (röst)